# Tefenni
Tefenni là một huyện thuộc tỉnh Burdur, Thổ Nhĩ Kỳ. Huyện có diện tích 623 km² và dân số thời điểm năm 2007 là 10587 người, mật độ 17 người/km².